# Anka Bakova
Ani Stoyanova "Anka" Bakova (bulgare : Ани Стоянова "Анка" Бакова), née le 22 février 1957 à Perouchtitsa (Bulgarie), est une ancienne rameuse bulgare. Elle est médaillée de bronze aux Jeux de 1980.

## Carrière
Aux Jeux olympiques d'été de 1980, Bankova remporte la médaille de bronze en quatre de couple. Elle est également championne du monde dans la même discipline en 1978.

## Palmarès
- Jeux olympiques d'été de 1980 à Moscou ( Union soviétique) :
  -  médaille de bronze en quatre de couple

### Championnats du monde
- Championnats du monde 1981 à Munich ( Allemagne) :
  -  médaille de bronze en deux de couple
- Championnats du monde 1979 à Bled ( Slovénie) :
  -  médaille d'argent en quatre de couple
- Championnats du monde 1978 à Karapiro ( Nouvelle-Zélande) :
  -  médaille d'or en quatre de couple
- Championnats du monde 1977 à Amsterdam ( Pays-Bas) :
  -  médaille de bronze en quatre de couple